# أونغ تو
أونغ تو ((بالبورمية: အောင်သူ)؛ ولد في 22 مايو 1996) هو لاعب كرة قدم من ميانمار. يلعب مع نادي بوليس تيرو ومنتخب ميانمار لكرة القدم. سجل هدف ضد قطر في نصف نهائي بطولة آسيا تحت 19 سنة لكرة القدم 2014 عندما خسرت ميانمار في الوقت الإضافي. ساعد أداءه منتخب ميانمار تحت 19 سنة في الصعود إلى كأس العالم تحت 20 سنة لأول مرة في تاريخ كرة القدم في ميانمار. وكانت هذه المرة الأولى التي يشارك فيها فريق كرة قدم من ميانمار في بطولة عالمية بعد أن تأهلت ميانمار لمسابقة كرة القدم في الألعاب الأولمبية الصيفية 1972 في ميونخ، ألمانيا.

## الأهداف الدولية
حصيلة أهداف ميانمار أولا.
| # | التاريخ        | المكان                      | الخصم     | التسجيل | النتيجة | المنافسة                          |
| - | -------------- | --------------------------- | --------- | ------- | ------- | --------------------------------- |
| 1 | 13 أكتوبر 2015 | الملعب الوطني، بانكوك       | لاوس      | 3–1     | 3–1     | تصفيات كأس العالم لكرة القدم 2018 |
| 2 | 29 مارس 2016   | ستاد صيدا الدولي، صيدا      | لبنان     | 1–0     | 1–1     | تصفيات كأس العالم لكرة القدم 2018 |
| 3 | 20 نوفمبر 2016 | ملعب توفونا، يانغون         | فيتنام    | 1–1     | 1–2     | بطولة اتحاد آسيان لكرة القدم 2016 |
| 4 | 23 نوفمبر 2016 | ملعب توفونا، يانغون         | كمبوديا   | 3–1     | 3–1     | بطولة اتحاد آسيان لكرة القدم 2016 |
| 5 | 6 يونيو 2017   | استاد جالان بيسار، كالانغ   | سنغافورة  | 1–0     | 1–1     | ودية                              |
| 6 | 5 أكتوبر 2017  | ملعب ماندالارتيري، ماندالاي | تايلاند   | 1–2     | 1–3     | ودية                              |
| 7 | 10 أكتوبر 2017 | ملعب توفونا، يانغون         | قرغيزستان | 1–2     | 2–2     | تصفيات كأس آسيا 2019              |
| 8 | 9 نوفمبر 2017  | الملعب الأولمبي، بنوم بن    | كمبوديا   | 2–1     | 2–1     | ودية                              |

## روابط خارجية
- أونغ تو على موقع قاعدة بيانات كرة القدم.إي يو (الإنجليزية)
- أونغ تو على موقع ناشيونال فوتبول تيمز (الإنجليزية)
- أونغ تو على موقع Soccerway.com (الإنجليزية)
- أونغ تو على موقع عالم كرة القدم.نت (الإنجليزية)